# Tameka Empson
Tameka Empson est une actrice britannique de théâtre, de télévision et de cinéma, née le 16 avril 1977 à Londres. Elle est principalement connue pour son rôle dans la série de caméra cachée humoristique 3 Non-Blondes (en) de la BBC. Depuis 2009, elle joue le rôle de Kim Fox (en) dans la série EastEnders.

## Filmographie
- M.I. High
- 2016 : Strictly Come Dancing - participante
- 2014 : Lily's Driftwood Bay – Hatsie (2014)
- 2011 : EastEnders E20 – Kim Fox
- 2010 : StreetDance 3D – Sharonda
- 2009 : EastEnders – Kim Fox (2009–aujourd'hui)
- 2008 : Beautiful People – Tameka/Johoyo (6 épisodes, 2008–2009)
- 2009 : Skellig – infirmière no 1
- 2009 : Whitechapel – Mrs. Buki (3 épisodes, 2009)
- 2007 : Learners  – Gloria
- 2006 : Notes on a Scandal – Antonia Robinson
- 2003 :  3 Non Blondes – elle-même
- 2002 : Babyfather – Sherene (3 épisodes, 2002)
- 2002 : Silent Cry – Hairdresser
- 2002 : Out of the Game – Karen
- 2002 : Long Time Dead – étudiante
- 2001 : The Martins – Mo
- 2001 : Lava – Maxine
- 2001 : Sam's Game – Marcia (6 épisodes, 2001)
- 2001 : Goodbye Charlie Bright – Kay
- 1998 : Babymother – Dionne – sa rivale
- 1998 : I Want You – employée de Cut Ear Salon
- 1997 : Food of Love – Alice
- 1996 : Beautiful Thing – Leah Russell